# Banksia penicillata
Banksia penicillata är en tvåhjärtbladig växtart som först beskrevs av Alexander Segger George, och fick sitt nu gällande namn av K. Thiele. Banksia penicillata ingår i släktet Banksia och familjen Proteaceae. Inga underarter finns listade i Catalogue of Life.